# Mons Røisland
Mons Røisland (født 28. januar 1997) er en norsk snowboarder. Han er ottedobbelt X Games-medaljevinder, og vandt en sølvmedalje i Big Air ved Vinter-OL 2022.